# PewDiePie
Felix Arvid Ulf Kjellberg (Göteborg, 24. listopada 1989.), poznatiji po imenu PewDiePie, je švedski youtuber najpoznatiji po svojim video uradcima na servisu YouTube gdje ima preko 100 milijuna pretplatnika.

## Rani život
Rođen je 1989. godine u Göteborgu, u Švedskoj. 2011. godine ušao je u Chalmers sveučlište za tehnologiju koje je brzo napustio zbog fokusa na svoju Youtube karijeru.
Evo što je PewDiePie rekao o napuštanju sveučilišta:
"U početku je to bilo posve apsurdno. Mislim za ulazak u tu školu potrebno je imati sve dobre ocjene, a meni se nekako više sviđalo raditi svoje video uradke kako igram igrice i prodavati hot-dogove na štandu."

## Kasni život
29. travnja 2020. kanal je službeno postao 10 godina star, što je proslavio videom. 
Felix Kjellberg i Marzia Kjellberg (rođena kao Marzia Bisognin) vjenčali su se 19. kolovoza 2019. godine, nakon što su proveli gotovo osam godina kao par. Felix Kjellberg postao je otac svojemu djetetu rođenog u Japanu 11. srpnja 2023. kojega su nazvali Björn. 
Nakon svog provetka u Velikoj Britaniji i Europi, odluku da se preseli u Japan donio je 2022. godine. Od tada provodi svoje dane tamo, a to se većinom smatra kao njegov "odlazak u mirovinu" jer sve manje stvara nove video zapise, te se više obazire na svoje zdravlje i obitelj.

## YouTube karijera

### Format kanala
PewDiePie-ev kanal je većinom kanal za gledanje komentiranja videoigara, što je vrlo kvalitetno s obzirom na to da igrači moraju vidjeti kako izgleda neka igrica prije nego što je kupe. U rano doba kanal je prvenstveno bio poznat zbog horor igrica (u prvom redu Slender i Amnesia: The Dark Descent), no kako je kanal rastao, PewDiePie je sve više igrao indie igrice. Njegovi video uradci su ispunjeni energijom, sarkastični i zabavni. Zadnjih godina njegov kanal se sastoji od sarkastičnog komentiranja internet meme-ova i YouTube drama i igranja Minecraft igrice.

### Potezi njegova potpisa
- "Brofist" - pozdrav na kraju svakog njegovog videa

### Porijeklo imena
- Ime PewDiePie dolazi iz imena njegovog prvog kanala PewDie.
- Pew je zvuk metka iz Star Warsa, Die na engleskom znači "umrijeti", a Pie na engleskom znači "pita".

## Humanitarne akcije
- Osim po snimanjima videa, PewDiePie je poznat po humanitarnim akcijama. Dosad je prikupio oko 2 milijuna dolara za djecu u Africi.
- Nakon eksplozije u Beirutu 4. kolovoza 2020. PewDiePie je prikupio sto tisuća dolara za Libanonski Crveni križ uz pomoć svojih gledatelja.
- Tijekom prijenosa uživo za događaj zvan "Thankmas" koji je vodio Seán William McLoughlin, 13. prosinca 2020. PewDiePie je pridonio 145,442 dolara za Dan Crvenih Nosova uz pomoć svojih gledatelja.

## "Ova knjiga vas voli"
- Sredinom 2015. PewDiePie je objavio knjigu "Ova knjiga vas voli", parodiju na knjige za samopomoć punu šala, aforizama i njegovih crteža koji će vam "uljepšati dan".
- Sto dvanaest tisuća kopija te knjige je bilo prodano, prema podacima kompanije Nielsen.

## Nagrade
- 2013. godine osvojio je Starcount Social Awards za najboljeg internetskog zabavljača, a 2014. je osvojio i Teen Choice Awards za web zvijezdu.
- 2016. bio je nominiran za YouTuber-a godine, a 2017. je ljudima bio najdraža zvijezda na servisu YouTube.